# 우정의 메달

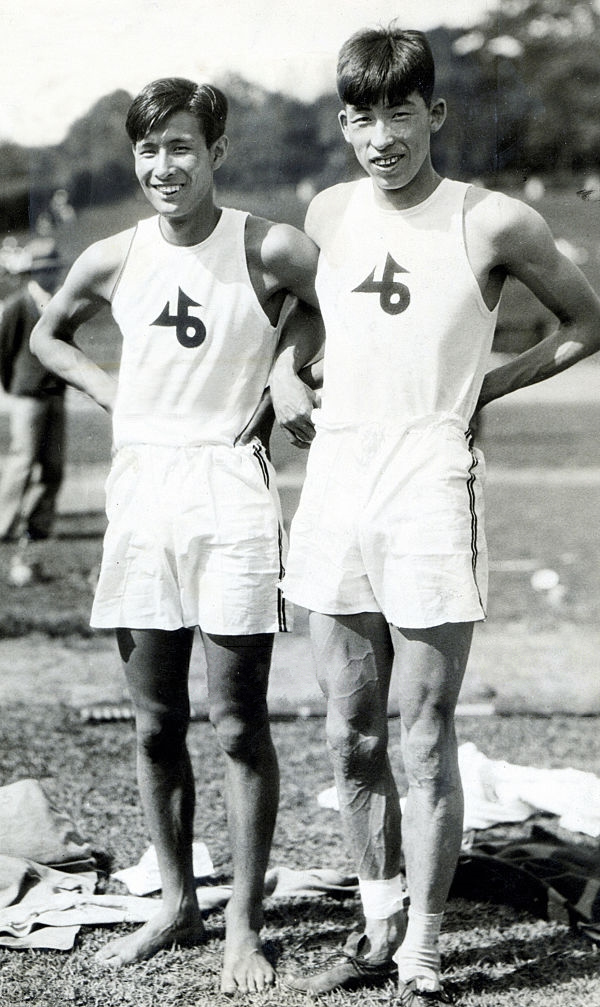
오에 스에오(왼쪽)와 니시다 슈헤이(1930년)

우정의 메달(일본어: 友情のメダル)은 1936년 베를린 하계 올림픽 장대높이뛰기에 출전해 2위를 차지한 일본의 육상 선수인 니시다 슈헤이와 3위를 차지한 일본의 육상 선수인 오에 스에오가 서로의 은메달과 동메달을 반으로 나누어 이어 붙인 메달을 말한다. 이 에피소드는 일본의 초등학교 국어 교과서 등에도 실렸다. 우정 메달(友情メダル), 분할 메달(分割メダル), 우정의 분할 메달(友情の分割メダル), 이어붙인 메달(つぎ合わせたメダル) 등으로도 불린다.
1936년 베를린 하계 올림픽 장대높이뛰기에서 결승전 후 2·3위 결정전에서 니시다 슈헤이와 오에 스에오 두 사람이 남았다. 결승전이 늦어진 것과 "같은 일본인끼리"라는 이유로 2·3위 결정전이 중단되었다. 니시다는 동률 2위가 될 줄 알았으나, 다음 대회부터 적용될 규칙이 적용되어 니시다가 2위, 오에가 3위가 되었다. 니시다는 이 판정에 납득하지 못하고 "지난 1932년 로스앤젤레스 하계 올림픽에서 은메달을 땄다"며 오에를 2위로 인정했다. 귀국 후 오에의 형이 원래 순위를 알고 니시다에게 메달 교환을 제안했고, 메달을 반으로 나누어 각각 붙이자는 의견이 나와 "우정의 메달"이 탄생하게 되었다. 이후 메달을 나눈 일화가 미담으로 신문에 실리는 등 사람들에게 널리 알려지면서 일본 초등학교 국어 교과서나 도덕 부교재에도 실렸다.

## 개요

### 베를린 하계 올림픽
1936년 8월 5일, 니시다 슈헤이, 오에 스에오, 얼 메도스, 빌 세프턴 등 4명이 베를린 하계 올림픽 육상 장대높이뛰기 결승전에서 4m 25cm를 넘었다. 유일하게 4m 35cm를 뛰어 넘은 메도스의 우승이 결정되었고, 3자 동률로 승부뛰기를 시행해 셰프턴이 떨어지고 니시다와 오에의 2, 3위 결정전이 남았다. 시간이 오후 9시를 넘기면서 독일인 심판이 "일본인끼리"라는 이유로 중지를 제안했고, 니시다와 오에 두 사람이 동의하여 경기가 중지되었다. 니시다는 기록이 같기 때문에 두 사람이 함께 공동 2위를 할 것으로 생각했지만, 4m 25cm를 니시다가 1번째 시도에, 오에가 2번째 시도에 성공했기 때문에 다음날 시상식에서는 니시다가 2위, 오에가 3위로 결정되었다. 니시다는 시합 횟수를 순위 결정의 기준으로 삼는 규칙은 베를린 하계 올림픽의 다음 올림픽부터 적용되는 것으로 베를린 하계 올림픽에서는 동 기록은 동순위 규칙이 적용되어야 한다는 점, 이미 지난 로스앤젤레스 올림픽에서 은메달을 땄기 때문에 동메달을 받고 다음 올림픽에서 금메달을 획득하면 금-은-동을 맞출 수 있다는 점 등을 이유로 오에를 2위로 인정하여 오에가 은메달을 받기로 했다.

### 귀국 후

니시다-오에 메달

오에가 은메달을 받고 귀국했지만, 나중에 오에의 형이 베를린 하계 올림픽 조직위원회에서 보내온 상장을 보고 순위가 잘못되었다는 것을 알고 니시다의 동메달과 교환을 제안했다. 양측 모두 양보하지 않고 오에와 상의한 끝에 긴자 마쓰야 백화점에서 보석상을 운영하는 지인에게 의뢰하여 이듬해인 1937년에 두 개의 메달을 분할하여 이어 붙였다.

### 후일
오에가 제2차 세계 대전에서 전사한 후 유족이 지치부노미야 기념 스포츠 박물관에 메달을 기증한 것과 1964년 도쿄 올림픽 개최 전에 요미우리 신문 운동부 기자였던 가와모토 노부마사가 우정 메달의 일화를 미담으로 신문기사에 소개한 것이 계기가 되어 일반에게 알려지게 되었다. 이후 오다 미키오의 글과 함께 초등학교 국어 교과서와 도덕 부교재에 실렸다.
2016년 12월 10일, 니시다의 모교인 와카야마현립 기인 고등학교(구 와카야마 중학교)와 오에의 모교인 교토부립 니시마이즈루 고등학교(구 교토부립 마이즈루 중학교) 학생들이 교류하고, 기인 고등학교는 기념패, 니시마이즈루 고등학교는 우정 메달의 복제품을 각각 선물했다.

## 소장
각각의 우정 메달은 니시다의 것은 와세다 대학 역사자료센터에, 오에의 것은 치치부노미야 기념 스포츠 박물관에 소장되어 있다.